# رابرت جرویس
رابرت جرویس (انگلیسی: Robert Jervis؛ زادهٔ ۱ ژانویهٔ ۱۹۴۰) کارشناس سیاسی اهل ایالات متحده آمریکا است.
وی همچنین برندهٔ جوایزی همچون کمک‌هزینه گوگنهایم شده‌است.